# Francisco Javier Flores
Francisco Javier Flores Ibarra, noto semplicemente come Francisco Flores (Città del Messico, 17 gennaio 1994), è un ex calciatore messicano, di ruolo difensore.

## Caratteristiche tecniche
È un terzino destro.

## Carriera
Cresciuto nel settore giovanile del Cruz Azul, ha esordito in prima squadra il 1º aprile 2014 disputando l'incontro di Primera División vinto 3-1 contro l'Atlético San Luis. Con la stessa maglia ha giocato 2 partite in Coppa Libertadores e 1 in CONCACAF Champions League.